# Zaho de Sagazan
Zaho Mélusine Le Moniès de Sagazan (nacida el 28 de diciembre de 1999), conocida como Zaho de Sagazan, es una cantautora y música francesa. En marzo de 2023 publicó su primer álbum, La Symphonie des éclairs, que le valió una rápida notoriedad. En febrero de 2024, fue nominada en cinco categorías en la 39.ª edición de las Victoires de la musique y ganó cuatro premios, entre ellos los de canción original y álbum del año. 

## Biografía
Zaho Le Moniès de Sagazan nació el 28 de diciembre de 1999 en Saint-Nazaire en Francia. Es hija del pintor, escultor e intérprete Olivier de Sagazan y de Gaëlle Le Rouge de Rusunan, profesora.  Tiene tres hermanas mayores y una gemela. Es prima de la directora Lorraine de Sagazan. Durante su infancia en Saint-Nazaire, practicó la danza intensamente, a menudo hasta siete horas a la semana. Estudió y se graduó en el instituto Aristide-Briand, en la especialidad de ciencias. Se trasladó a Nantes para estudiar Administración y Dirección de Empresas, y trabajó durante un año como asistente en una residencia de ancianos antes de iniciar su carrera como cantante.

### Carrera musical
Zaho de Sagazan comenzó a publicar vídeos musicales de sí misma en Instagram en 2015. Incluía muchas versiones y algunas composiciones originales. En 2016, en su primera aparición en el escenario, interpretó La Bonne Étoile en el teatro Simone Veil de Saint-Nazaire durante el concierto Salade del instituto Aristide-Briand. Siguió actuando en el teatro hasta 2019.
A partir de 2021, comenzó a participar en numerosos festivales de música como Printemps de Bourges, Nuits de Fourvière, Les Francofolies de La Rochelle, Les Escales de Saint-Nazaire, Rock en Seine y Les Rockomotives de Vendôme.  En septiembre de 2021, Zaho de Sagazan actuó en el escenario de las Vendanges musicales de Charnay en Beaujolais. En 2021, actuó con Mansfield.TYA en el teatro Trianon y en el Olympia de París lo que le valió el reconocimiento en las Trans Musicales de Rennes en 2022, actuó en el escenario durante las cinco veladas del festival.
El 31 de marzo de 2023, Zaho de Sagazan lanzó su primer álbum, La Symphonie des éclairs en Virgin Records.Aunque contaba con algunos singles previos, sus primeras apariciones en el escenario con motivo del nuevo álbum y la posterior repercusión mediática le permitieron ganar fama y notoriedad. En pocos meses, pasó de ser casi una desconocida a convertirse en una de las grandes esperanzas de la música francesa. El álbum fue certificado Platino en abril de 2024 tras alcanzar el umbral de las 100.000 copias vendidas. 
En enero de 2024, fue nominada a los Music Moves Europe Talent Awards. Poco después, recibió cinco nominaciones en la 39.ª ceremonia de los Victoires de la musique, donde ganó los premios a la mejor canción original, mejor álbum, mejor revelación escénica y mejor revelación femenina. 
En mayo de 2024, actuó en la inauguración del Festival International de Cannes de Cine versionando la canción de David Bowie «Modern Love» en homenaje a la presidenta del jurado Greta Gerwig. 
El 11 de agosto de 2024, de Sagazan actuó en la ceremonia de clausura de los Juegos Olímpicos de Verano de 2024 en París. Cantó «Sous le ciel de Paris», acompañada por el coro de la Académie Haendel-Hendrix.

## Características musicales

### Estilo musical

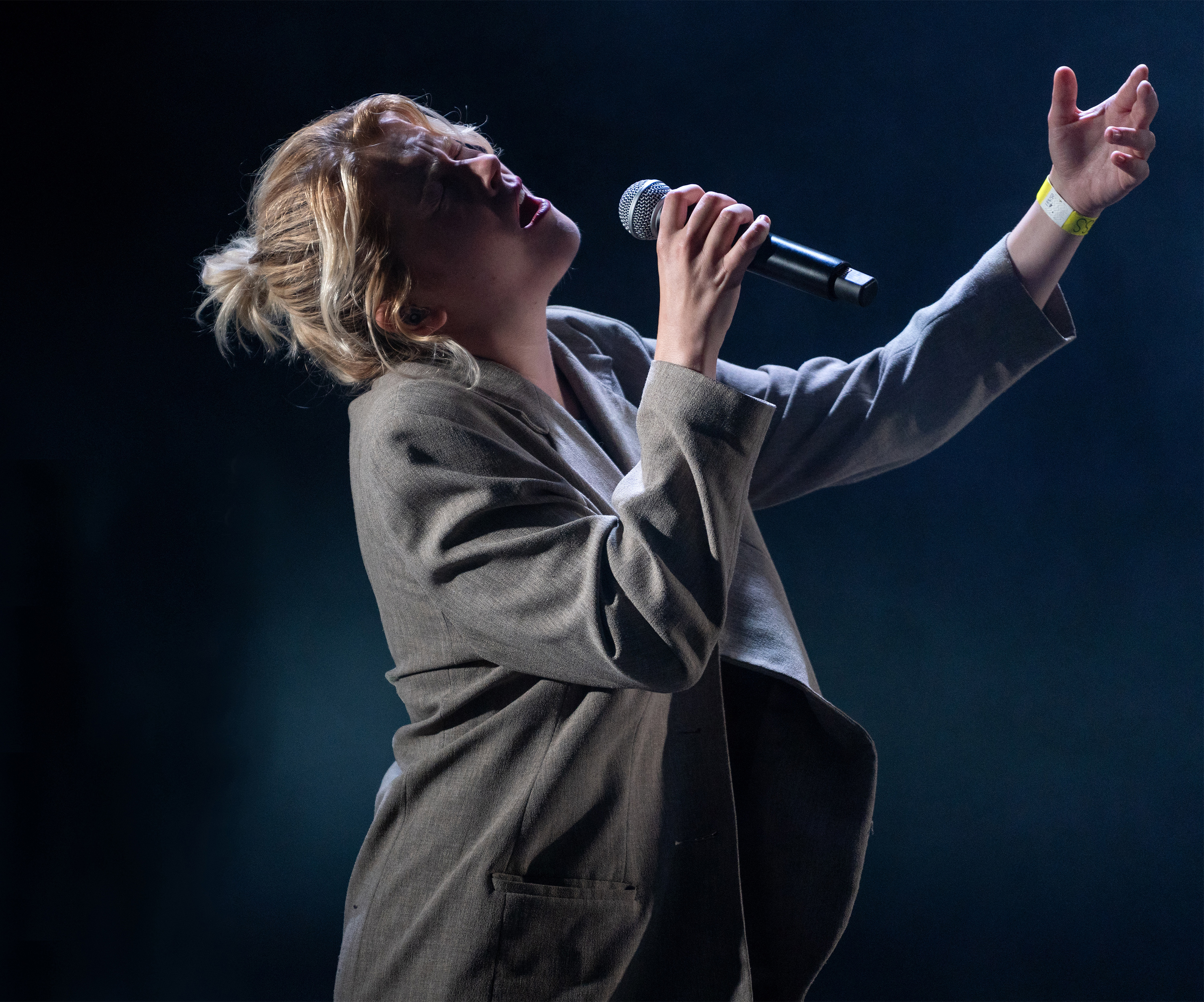
Zaho de Sagazan en 2023

Ha declarado que le apasionaba la música electrónica de los años ochenta, como el Krautrock, al tiempo que la animaban las canciones francesas, en particular de Jacques Brel y Barbara. También cita a Tom Odell como una de sus principales influencias.  En el escenario, suele estar acompañada por Tom Geffray, multiinstrumentista, y músicos del grupo Inuit (Alexis Delong y Pierre Cheguillaume).